# Bartomeu Caldentey Bauçà
Bartomeu Caldentey Bauçà va néixer a Felanitx, Mallorca, l'any 1878 i va morir a Roma l'any 1938. Era un religiós teatí. L'any 1893 va anar a l'Escola de Son Espanyolet dels Ligorins i l'any 1902 es va anomenar prevere. L'any 1910 va acompanyar al pare Miquel Cerdà a Roma, ja que la Congregació mallorquina de Ligorins s'integrà a l'Ordre dels Teatrins. El 1917 va anar als Estats Units a les missions americanes de l'Alt Colorado i allà va unir a les de Durango, Conejos, San Luís i Denver. El 1923 va succeir al pare Miquel Cerdà, càrrec que va ocupar fins a la seva mort. Va recuperar les seves antigues esglésies de Palerm i Ferrera localitzades a Itàlia. També va fundar un seminari a Morlupo, prop de Roma.